# Rap-Up
Rap-Up es una revista estadounidense creada en el 2001 por Devin Lazerine. La publicación era originalmente un sitio web dedicado a la música hip hop, hasta que Lazerine decidió ofrecer su idea a diferentes editoriales. La revista se enfoca en la industria musical del hip hop y el rhythm and blues e incluye principalmente entrevistas a músicos, actores y artistas. Editada trimestralmente, su público objetivo tiene entre catorce y veintiocho años de edad, aunque, con el pasar del tiempo, ha ido creciendo.
Luego de los dos primeros números, la publicación de Rap-Up fue interrumpida, aunque Lazerine y su hermano Cameron recibieron atención por su edad y sus antepasados blancos. La revista volvió a las estanterías en 2005, cuando logró vender suficientes ejemplares para asegurar futuras ediciones. La publicación es vendida en más de veinte países y hasta se ha comercializado un libro que narra la historia del hip hop. Rap-Up ha sido nominada a dos premios y, a menudo, es citada por otras publicaciones.